# Ceroctis bilineata
Ceroctis bilineata es una especie de coleóptero de la familia Meloidae.

## Distribución geográfica
Habita en Angola.